# Annales des Sciences Naturelles; Botanique, sér. 5
Annales des Sciences Naturelles; Botanique, sér. 5 (abreviado Ann. Sci. Nat., Bot., sér. 5) fue una revista ilustrada con descripciones botánicas que fue editada en Francia. Fueron publicados 20 números en los años 1864-1874. Fue precedida por Annales des Sciences Naturelles; Botanique, sér. 4 y sustituida en el año 1874 por Annales des Sciences Naturelles; Botanique, sér. 6.